# Iyaz
Keidran Jones mai bine cunoscut după numele său de scenă , Iyaz, este un cântăreț din Insulele Virgine Britanice, care a semnat cu casa de discuri Beluga Heights Records.

## Viața și cariera
Iyaz s-a născut într-o familie de muzicieni și a crescut în Tortola, Insulele Virgine Britanice. Iyaz a studiat înregistrare digitală și a înregistrat muzică la Institutul de Tehnologie New England. Melodia Island Girls a avut succes la radio în Caraibe. Sean Kingston l-a găsit pe Iyaz prin intermediul pagini de My Space în 2008. Când Iyaz a văzut prima oară un mesaj de la Kingston în Inbox-ul de la My Space nu i-a venit să creadă că era chiar Sean Kingston. Dar după ce a mai primit alte trei mesaje, Iyaz a crezut că mai bine răspunde, iar mai târziu a semnat un contract cu Time Is Money/Beluga Heights, o casă de discuri deținută de Warner Bros. Records.

## Discografie
Albume de studio
- Replay (2010)
- OK (2010)
- Get Away (2010)
- Solo (2010)